# تماشای پولی
تماشای پولی (انگلیسی: Pay-per-view) (مخفف انگلیسی: PPV) یکی از سرویس‌های تلویزیون‌های پولی است که در آن مشتری می‌تواند تنها یکی از برنامه‌های شبکه را خریداری کرده و از طریق پخش اختصاصی مشاهده کند. پخش‌کننده برنامه را به‌صورت همزمان برای تمام خریداران پخش می‌کند و خریداران نمی‌توانند زمان پخش برنامه را تعیین کنند. تماشای پولی را می‌توان از طریق راهنماهای تصویری تلویزیونی، سیستم‌های تلفنی خودکار یا نمایندگی سرویس تهیه کرد. برنامه‌های این نوع سرویس‌ها معمولاً شامل فیلم بلند، اتفاقات ورزشی و برنامه‌های سرگرم‌کنندهٔ دیگر می‌شود.

## آمریکای شمالی

### ایالات متحده
Phonevision زنیت اولین سیستم تماشای پولی بود که در آمریکا تست شد. این سیستم که در سال ۱۹۵۱ توسعه یافته بود، از طریق تلفن سفارش‌ها را دریافت و سیگنال‌های تلویزیونی را ارسال می‌کرد. این تست ۹۰ روزه در شیکاگو و ایلینوی صورت گرفت و سیستم به‌خوبی جواب داد. اما کمیسیون ارتباطات فدرال این طرح را رد کرد.
این سیستم بعدها مجدداً بر روی تلویزیون‌های کابلی ارائه و مورد تأیید قرار گرفت.
پخش برنامه‌های بوکس برای اولین بار توسط سیستم‌های تماشای پولی توسط برنامهٔ تریلا این مانیلا صورت گرفت؛ این برنامه مسابقهٔ بین محمدعلی کلی و جو فریزیر را در سپتامبر ۱۹۷۵ پخش می‌کرد. در سال ۱۹۸۰ نیز یک مسابقهٔ بوکس دیگر بین روبرتو دوران و شوگار ری لئونارد به‌صورت تماشای پولی پخش شد. به‌گزارش شبکه‌های کابلی این مسابقه به قسمت ۱۰ دلار فروخته می‌شد و دارای ۱۵۵٬۰۰۰ بیننده بود.